# 朝倉真司
朝倉 真司（あさくら しんじ、1971年12月14日 - ）は、静岡県焼津市出身のパーカッショニスト・ドラマー。

## 概要
いきものがかり・森山直太朗・あいみょん・上白石萌音など、様々なアーティストのライブ・スタジオレコーディングに参加しているほか、フジテレビ系の音楽特番　「FNS歌謡祭」では、長年サポートメンバーとしてパーカッションを担当している。また、高橋結子・中北裕子と共にパーカッショントリオ「Asoviva!」としても活動。さらに「ヨシンバ」のドラム担当でもある。
私生活では既婚者で、1児の父でもある。